# Audeli Air
Audeli, cuyo nombre comercial es Gestair Airlines, es un operador aeronáutico con base en Madrid, España. Operaba aviones de pasajeros para la compañía Iberia con contratos ACMI (Aircraft, Crew, Maintenance and Insurance = Avión, Tripulación, Mantenimiento y Seguro). Pertenece en un 99% a Cygnus Air (Gestair Cargo).

## Códigos
- Código OACI: ADI
- Callsign: Audeli

## Flota
La flota de Gestair Airlines posee:
- 2 Airbus A340-300 (operados para Iberia)
- 1 Embraer Legacy 600

## Destinos
Gestair Airlines opera vuelos diariamente  a Santo Domingo y 4 veces por semana a Río de Janeiro.